# 임베디드 데이터베이스
임베디드 데이터베이스(embedded database) 시스템은 데이터베이스 시스템이 애플리케이션의 최종 사용자로부터 숨겨지며 유지보수가 거의 소요되지 않게 하기 위해 데이터 저장 접근 권한을 요구하는 응용 소프트웨어와 밀접하게 연동되는 데이터베이스 관리 시스템(DBMS)이다. 실질적인 기술 분류는 넓은 편으로 다음을 아우른다:
- SQL 및 사유 네이티브 API를 포함한 API를 갖춘 데이터베이스 시스템
- 데이터베이스 아키텍처(클라이언트-서버)
- 스토리지 모드(온 디스크, 인 메모리, 또는 이 둘의 조합)
- 데이터베이스 모델 (관계, 객체 지향, 엔티티-속성-값 모델, 네트워크/CODASYL)
- 대상 시장

통신 스위치, 가전 제품 기기 등에서 사소한 부분의 임베디드 데이터베이스 제품이 실시간 임베디드 시스템에 사용되고 있기 때문에 "임베디드 데이터베이스"라는 용어는 혼란을 주는 경우가 있다.

## 같이 보기
- 인메모리 데이터베이스